# Pink Floyd The Wall (film)

Pink Floyd The Wall er en musical-film fra 1982 af den britiske instruktør Alan Parker, baseret på Pink Floyds album fra 1979, The Wall.

## Filmiske virkemidler
Filmen, som veksler mellem animationsfilm og spillede scener, er fuldstændig uden dialog, med kun få sagte replikker. Handlingen bliver alene båret frem af billederne og musikken fra albummet The Wall.

## Historien
Historien handler om Pink, en rock'n'roll musiker, som sidder låst inde på sit hotelværelse et sted i Los Angeles. Udbrændt af for mange shows, for mange stoffer og for stor succes. På tv'et flimrer en krigsfilm. Pink tænker tilbage på sin opvækst, de pinefulde minder, som alle er another brick in the wall; altså sten i den mur han gennem årene gradvist har bygget om sig selv.
Langsomt glider Pink længere og længere ind i sit mareridt; han ser sig selv som en følelsesløs demagog, for hvem det eneste der er tilbage, er en demonstration af magt over hans ikke-tænkende publikum.
Kulminationen er Pinks indre retssag hvor de mennesker, der har bidraget til opførelsen af muren, står frem og vidner mod ham.
| Citat       | The film ultimately is a journey into memory and into madness, and really shows the outer extremities of that man's madness. | Citat |
| Alan Parker | |       |

Langt hen ad vejen er historien Roger Waters egen:
| Citat        | The film is, to quite large extent, autobiographical. | Citat |
| Roger Waters |                                                       |       |

Roger Waters fik idéen til The Wall efter showet på Olympic stadium i Montreal i 1977. Han havde spyttet på en publikum fordi han følte, at der ingen kontakt var overhovedet. At ingen lyttede. Han følte at de shows:
| Citat        | [...] might fulfil some function in the audience, some kind of tribal response to being in a place with large number of people supporting something - like a football match - which is fine...but they don't have all that much to do with music anymore, and that performing was no longer doing anything for me. | Citat |
| Roger Waters | |       |

Her opstod idéen om at bygge en mur mellem band og publikum ved koncerterne. En mur der i filmen er en indre mur i Pink, og som afholder ham fra at have kontakt til sit publikum som andet end en følelsesløs demagog.
Et andet autobiografisk islæt er, at både Roger Waters' og Pinks far er død i 2. verdenskrig.

## Animationerne
Filmens animationer er skabt og instrueret af Gerald Scarfe. Filmen er kendt for de letgenkendelige figurer og ikoniske animationer Scarfe skabte.
Samarbejdet mellem Pink Floyd og Gerald Scarfe startede i 1973. Scarfes film Long Drawn Out Trip var blevet vist på BBC2. Roger Waters og David Gilmour havde begge set filmen, David Gilmour syntes den var god, Roger Waters sagde 'Is he fucking mad? Let's get him involved'. Scarfe havde godt hørt om Pink Floyd, men var på ingen måde en fan af dem. Han blev inviteret ind for at høre bandet opføre Dark Side of the Moon:
| Citat         | The next meeting you invited me to The Rainbow, and that was where I really got hooked. I think the thing that got me was that Stuka - all of one's attention was on the proscenium arch and suddenly, whoa, what was that? And it came and crashed on the stage - it was incredible. And I thought, this is exciting, I like this. | Citat |
| Gerald Scarfe | |       |

Scarfe blev fanget af Pink Floyd og deres idéer. Han sagde ja til at arbejde for dem med animationer til brug på Wish You Were Here-turnéen. I dette arbejde, kan man finde flere af de elementer som senere bliver brugt i The Wall.
Animationerne i The Wall er for mange ikoniske, måske særligt blomsterne, de marcherende hamre og skriget (hvor et ansigt kommer ud af muren, skriger og bliver trukket tilbage i muren).
Blomsterne, hvor en han- og en hun-blomst til Empty Spaces danser om hinanden og hunnen opsluger hannen, blev tegnet til Wish you were here. Den sluttede hvor hunnen opsluger hannen. Scarfe forlængede animationen og lod hunnen forvandle sig til en pterodactylus - som letter og flyver op i en gul, forurenet himmel, mens en mur baner sig vej gennem landskabet og dens skygge forvandler blomster til pigtråd.
| Citat         | I wonder if the tension and angst I was suffering during this periode produced some of the cruel images in the animation; especially those in 'Empty Spaces' | Citat |
| Gerald Scarfe | |       |

I den afsluttende The Trial er de personer, vi har mødt gennem Pinks flashbacks, animeret og karikeret; moderen, læreren og konen.

## Medvirkende
| Bob Geldof           | ... | Pink                                          | ... |
| Christine Hargreaves | ... | Pink's mor                                    |     |
| James Laurenson      | ... | J.A. Pinkerton (Pinks far)                    |     |
| Eleanor David        | ... | Pink's kone                                   |     |
| Kevin McKeon         | ... | Ung Pink                                      |     |
| Bob Hoskins          | ... | Rock’n’Roll Manager                           |     |
| Jenny Wright         | ... | Amerikansk groupie                            |     |
| Alex McAvoy          | ... | Lærer                                         |     |
| Ellis Dale           | ... | Engelsk læge                                  |     |
| James Hazeldine      | ... | Elsker                                        |     |
| Margery Mason        | ... | Lærerens kone (krediteret som Marjorie Mason) |     |
| m.fl.                |     |                                               |     |

Roger Waters overvejede selv at spille rollen som Pink. Det var dog Bob Geldof der fik den. Da Geldof første gang fik tilbudt rollen som Pink af sin manager, foregik det i en taxi, hvor Geldof afviste rollen med en udtalelse om, at han ikke var interesseret og at han hadede Pink Floyd. Han var fuldstændigt uinteresseret i rollen. Hvad han ikke vidste var, at chaufføren var Roger Waters bror, som naturligvis refererede samtalen til Roger Waters.

## Forskelle mellem film og album
| Sang                               | Ændring i forhold til album |
| ---------------------------------- | --- |
| When the Tigers Broke Free (del 1) | Ny sang, mixet i to sektioner udelukkende til filmen. Blev senere released som én sang. |
| In the Flesh?                      | Forlænget/remixet/lead-vokal genindspillet af Geldof. |
| The Thin Ice                       | Forlænget/remixet med mere piano overdub i andet vers, babylyde fjernet. |
| Another Brick in the Wall, Part 1  | Ekstra bas-dele, som blev muted på album-mixet, kan høres. |
| When the Tigers Broke Free (del 2) | Ny sang. |
| Goodbye Blue Sky                   | Remixet. |
| The Happiest Days of Our Lives     | Remixet. Helikopterlyde fjernet, lærerens replikker genindspillet af Alex McAvoy. |
| Another Brick in the Wall, Part 2  | Remixet med ekstra lead guitar, børnekor delt og forkortet, lærerens replikker genindspillet af McAvoy og fordelt mellem børnekorets linjer. |
| Mother                             | Fuldstændig genindspillet med undtagelse af guitarsolo og dets backingtrack. Strofen ”Is it just a waste of time?” er erstattet med ”Mother, am I really dying?”, som i øvrigt var det der stod i teksten på det originale LP-cover. |
| What Shall We Do Now?              | En sang i fuld længde som begynder med musikken fra og samme tekst som ”Empty Spaces”. Denne var oprindeligt tiltænkt at skulle være på originalalbummet, og den optræder på det originale LP-cover. I sidste øjeblik blev den droppet til fordel for den kortere ”Empty Space”, som oprindeligt var tænkt som en reprise af ”What Shall We Do Now?”. |
| Young Lust                         | Skrig tilføjet, telefon-del fjernet og flyttet til begyndelsen af ”What Shall We Do Now?”. |
| One of My Turns                    | Remixet. |
| Don’t Leave Me Now                 | Forkortet og remixet. |
| Another Brick in the Wall, Part 3  | Fuldstændig genindspillet med et lidt højere tempo. |
| Goodbye Cruel World                | Ingen ændring. |
| Is There Anybody Out There?        | Akustisk guitar genindspillet, denne gang af David Gilmour med et læder-plektor, i modsætning til album versionen, som blev indspillet finger-style af en ukrediteret studie guitarist. |
| Nobody Home                        | Uændret. |
| Vera                               | Uændret. |
| Bring the Boys Back Home           | Fuldstændig genindspillet med brassband og walisisk mandekor, udvidet og Roger Waters lead-vokal fjernet. |
| Comfortably Numb                   | Remixet med tilføjelse af skrig. Basgang delvist forskellig fra albummet. |
| In the Flesh                       | Fuldstændig genindspillet med brassband og Bob Geldof på lead-vokal. |
| Run Like Hell                      | Remixet og forkortet. |
| Waiting for the Worms              | Forkortet, men forlænget med coda. |
| Stop                               | Fuldstændig genindspillet med Geldof på lead-vokal, uakkompagneret. Lyden I baggrunden er fra Gary Yudmans introduktion til The Wall-koncerterne i Earl's Court. |
| The Trial                          | Remixet. |
| Outside the Wall                   | Fuldstændig genindspillet med brassband og walisisk mandekor. Udvidet med musikalske passage der ligner ”Southampton Dock” fra albummet ”The Final Cut”. |

De eneste sange fra albummet, som ikke indgår i filmen er ’’Hey You’’ og ’’The Show Must Go On’’.